# CachyOS
CachyOS ist eine auf Arch Linux basierende Linux-Distribution, die unter anderem für das Spielen unter Linux entwickelt wird.

## Funktionsumfang
Bei der Entwicklung wird mittels vorkonfigurierter und optimierter Pakete besonderer Wert auf Benutzerfreundlichkeit, Performance und Sicherheit gelegt. Außerdem wird ein optimierter Kernel bereitgestellt als auch ein Kernel Manager für individuelle Einstellungen. Des Weiteren wird ein Hardwareerkennungstool mitgeliefert wie auch anpassbare Installationsoptionen für verschiedene Desktopumgebungen. Als Standardumgebung ist KDE Plasma vorgesehen. Weitere Features sind die mitgelieferte Einstiegssoftware CachyOS Hello als auch ein Paketinstaller. Darüber hinaus ist eine „Handheld Edition“ verfügbar, die, ähnlich wie Steam Deck OS, auf entsprechenden Geräten verwendet werden kann.
Für das Spielen unter Linux ist, neben individuellen Lösungen, Proton vorgesehen. Die Software bietet im Zusammenwirken mit der Plattform Steam eine große Anzahl von Spielen, die ursprünglich für Windows entwickelt worden sind, unter Linuxumgebungen an.

## Verbreitung
Laut PC Games Hardware hat CachyOS im ersten Jahr bereits 2,54 Prozent der Linux-Marktanteile unter Steam erreicht. Bei DistroWatch avancierte sie im Juli 2025 zur beliebtesten Distribution.